# Lee Mendelson
Lee Mendelson (São Francisco, 24 de março de 1933 – Hillsborough, 25 de dezembro de 2019) foi um produtor de televisão estadunidense. Era conhecido como o produtor executivo de muitos especiais animados dos Peanuts.

## Biografia
Mendelson nasceu em São Francisco, cresceu em San Mateo e ingressou na Universidade Stanford em 1950, onde estudou criação literária. Após ter se formado em 1954, ele ficou durante três anos na Força Aérea dos Estados Unidos, onde serviu como tenente. Em seguida, trabalhou por vários anos com seu pai, um produtor e transportador de legumes.

## Carreira
A carreira de Mendelson na televisão começou em 1961, na emissora KPIX-TV de São Francisco, onde criou anúncios de utilidade pública. A descoberta de alguns filmes antigos da Feira Mundial de São Francisco de 1915 resultou na primeira produção de Mendelson, um documentário intitulado The Innocent Fair. O documentário foi o primeiro de uma série sobre a história da cidade, San Francisco Pageant, pelo qual ganhou um prêmio Peabody.
Mendelson deixou a KPIX-TV em 1963 para criar a sua própria empresa de produção. Seu primeiro trabalho foi um documentário de Willie Mays, A Man Named Mays. Pouco tempo após o documentário ter ido ao ar, Mendelson deparou com uma história em quadrinhos dos Peanuts que gira em torno da equipe de beisebol de Charlie Brown. Mendelson pensou que já que ele acabara de "fazer o maior jogador de beisebol do mundo, agora [ele] deveria fazer o pior jogador de beisebol do mundo, Charlie Brown". Mendelson chegou ao criador dos Peanuts, Charles M. Schulz, com a ideia de produzir um documentário sobre Schulz e suas tiras. Este, que havia apreciado o documentário sobre Willie Mays, concordou prontamente. O documentário de 1965 Charlie Brown & Charles Schulz marcou o início de uma parceria de 30 anos entre Schulz e Mendelson.
Enquanto Mendelson tentava encontrar mercado para o documentário de Schulz, ele foi contatado pela The Coca-Cola Company, que o perguntou se estaria interessado em produzir um especial animado de Natal para a televisão. Mendelson entrou em contato imediatamente com Schulz, no que diz respeito ao uso dos personagens de Peanuts. Por sua vez, Schulz sugeriu a contratação do animador e diretor Bill Meléndez, com quem tinha trabalhado ao criar uma peça publicitária, com temática dos Peanuts, para a Ford Motor Company. Mendelson contratou também o compositor de jazz Vince Guaraldi, após ter ouvido uma canção composta por ele enquanto dirigia na Ponte Golden Gate.
Após uma apressada produção de seis meses, A Charlie Brown Christmas foi ao ar em 9 de dezembro de 1965 na rede CBS. A produção acabou por ganhar os prêmios Emmy e Peabody, e foi o primeiro de mais de quarenta especiais animados dos Peanuts criados por Mendelson, Meléndez e Schulz.
Em 1968, Mendelson produziu o documentário Travels With Charley, baseado no livro de John Steinbeck.
Mendelson foi o fundador e líder da Lee Mendelson Film Productions, uma companhia de produção de cinema e televisão sediada em Burlingame. Mendelson Productions criou mais de cem produções para cinema e televisão, ganhando doze Emmys e quatro Peabodys, bem com inúmeras indicações aos prêmios Grammy, Emmy e Oscar.
Morreu no dia 25 de dezembro de 2019, aos 86 anos, em decorrência de um câncer de pulmão.